# Anthonomus pomorum
Anthonome du pommier
Espèce
Anthonomus pomorum, l'anthonome du pommier, est une espèce d'insectes coléoptères de la famille des Curculionidae (charançons) ravageuse du pommier (Malus domestica), mais aussi du poirier. 
Les adultes se voient d'avril à août.
Les œufs, pondus dans les boutons floraux des pommiers et poiriers, donnent naissance à des larves qui empêchent l'éclosion des fleurs qui prennent l'aspect de clous de girofle.

## Description
Ce petit charançon grisâtre à brunâtre est long d'environ 3 mm.

## Distribution
Cette espèce se rencontre en Europe, de l'Espagne jusqu'en Russie et en Scandinavie, au Moyen-Orient, mais elle s'est répandue également en Amérique du Nord.

## Synonymie
- Anthonomus duprezi A. Hoffmann, 1954
- Anthonomus obsoletus Desbrochers, 1892
- Anthonomus rubromaculatus Desbrochers, 1895